# Bloch MB 220
Il Bloch MB 220 era un aereo da trasporto passeggeri di linea bimotore ad ala bassa sviluppato dall'azienda francese Société des Avions Marcel Bloch negli anni trenta.
Estrapolazione dal precedente bombardiere Bloch MB 210, venne realizzato per rispondere ad un'esigenza della compagnia aerea di bandiera nazionale, l'Air France, e destinato a svolgere compiti di trasporto merci, postale e passeggeri su rotte europee. Allo scoppio della seconda guerra mondiale, gli esemplari realizzati vennero requisiti dall'Armée de l'air, l'aeronautica militare francese, dove vennero impiegati, anche nelle due contrapposte realtà creatisi dopo il secondo armistizio di Compiègne, come aereo di collegamento e trasporto VIP fino al termine del conflitto. Alla conclusione delle ostilità gli esemplari superstiti ritornarono all'originale impiego civile rimanendo in servizio fino al 1950.

## Storia del progetto
Nel 1934 l'Air France, compagnia aerea di bandiera francese, espresse l'esigenza di rinnovare la propria flotta con modelli dall'impostazione moderna che potessero competere con quanto offerto dalle compagnie aeree europee concorrenti. L'introduzione del bimotore statunitense Douglas DC-2, che la olandese KLM intendeva utilizzare su rotte internazionali, aveva infatti reso obsoleti i trimotori allora in linea nell'Air France, ovvero i Wibault 283, i Potez 620 ed i Fokker F.VII/3m, per cui venne emessa una specifica indirizzata all'industria aeronautica nazionale per la fornitura di un nuovo modello trimotore.
Alla richiesta rispose anche la Bloch, avviando lo sviluppo dell'MB 300 "Pacifique", tuttavia Marcel Bloch riteneva che la soluzione a tre motori fosse oramai superata e decise, su iniziativa privata, di sviluppare parallelamente un progetto basato sull'MB 210, un bombardiere bimotore ad ala bassa allora in fase di sviluppo ed evoluzione del precedente MB 200 ad ala alta, riutilizzandone i calcoli strutturali. Il velivolo, identificato dall'azienda come MB 220, avrebbe abbinato alcuni elementi strutturali dell'MB 210, l'ala e la coda, ad una nuova fusoliera meno spigolosa, ed avrebbe adottato lo stesso impianto propulsivo basato su una coppia di motori radiali Gnome-Rhône 14N posizionati sul bordo d'attacco alare.

## Versioni
MB 220.01
prototipo.
MB 220
versione di produzione in serie caratterizzata dall'allungamento (da 19,25 m a 19,59 m) della fusoliera e dal maggiore peso a vuoto, prodotta in 16 esemplari.
MB 221
designazione di 5 esemplari rimotorizzati con i radiali di produzione statunitense Wright R-1820-97 Cyclone.

## Utilizzatori

### Civili
Germania
- Deutsche Luft Hansa (DLH)

 Francia
- Air France
- Société Auxiliaire de Navigation Aérienne (SANA)

### Militari
Francia
- Armée de l'air

 Francia di Vichy
- Armée de l'air de l'armistice

 Francia libera
- Forces aériennes françaises libres